# Jean-Philippe Ruggia

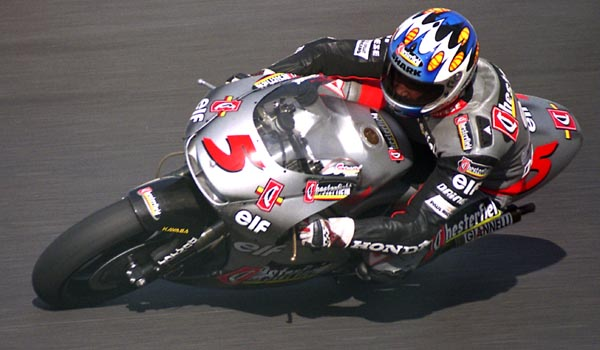
Jean-Philippe Ruggia op het Suzuka International Racing Course in 1996.

Jean-Philippe Ruggia (Toulon, 1 oktober 1965) is een Frans motorcoureur.
In 1984 werd Ruggia kampioen in het Frans kampioenschap wegrace op een Yamaha. In 1986 maakte hij voor dit merk zijn debuut in de 250cc-klasse van het wereldkampioenschap wegrace met een wildcard in zijn thuisrace, maar wist zich niet te kwalificeren. Desondanks stapte hij in 1987 fulltime over naar het wereldkampioenschap en sloot zijn debuutseizoen af als zeventiende. In 1988 behaalde hij in Spanje zijn eerste podiumplaats en verbeterde zichzelf naar positie zeven in de eindstand. In 1989 behaalde hij in Australië zijn eerste pole position, maar werd tijdens de race ingehaald door Sito Pons en eindigde als tweede. Hij behaalde nog twee podiumplaatsen in Spanje en Italië, maar zijn seizoen was voorbij na een polsbreuk tijdens de trainingen voor de Grand Prix van Tsjechoslowakije. In 1990 stapte hij over naar de 500cc-klasse en stond op het podium in de laatste Grand Prix van België, waardoor hij als achtste in het kampioenschap eindigde. In 1991 kende hij, mede door een breuk in zijn sleutelbeen waardoor hij een aantal races moest missen, een moeilijk seizoen en keerde in 1992 terug naar de 250cc op een Gilera, waarop hij in negen van de dertien races de finish niet wist te halen. In 1993 stapte hij over naar een Aprilia, waarop hij in Spanje op het podium stond alvorens in Groot-Brittannië en Italië zijn eerste Grand Prix-zeges behaalde. In 1994 won hij de Grand Prix van Spanje en stond op het podium in Tsjechië en werd, net als het jaar daarvoor, zesde in het kampioenschap. In 1995 stapte hij over naar een Honda en verbeterde hij, zonder op het podium te staan, dit resultaat naar een vijfde plaats. Na 1996 nam hij afscheid van het wereldkampioenschap. In 1997 reed hij op het Autodromo Nazionale Monza een wildcardrace in het wereldkampioenschap superbike op een Yamaha. In 1998 stapte hij over naar het wereldkampioenschap supersport op een Bimota, maar verliet het kampioenschap weer na drie uitvalbeurten in vier races. Dat jaar reed hij in de 500cc-klasse van het wereldkampioenschap wegrace in de TT van Assen als vervanger van Eskil Suter op een MuZ Weber.